# پیاتو
پیاتو (به ایتالیایی: Piatto) یک کومونه در ایتالیا است که در استان بیه‌لا واقع شده‌است.

## خصوصیات
پیاتو ۳٫۶ کیلومترمربع مساحت و ۵۲۷ نفر جمعیت دارد.